# Унжаков, Алексей Филиппович
Алексей Филиппович Унжаков (6 августа 1923 — 9 апреля 1994) — Герой Советского Союза (24.3.1945).
В годы Великой Отечественной войны — командир орудия 1620-го лёгкого артиллерийского полка 20-й артиллерийской дивизии 51-й армии 1-го Прибалтийского фронта, старший сержант.

## Биография
Родился 6 августа 1923 года в селе Ильинка ныне Казанского района, Тюменской области в крестьянской семье. Русский.
С 1930 года проживал в посёлке Кедровый Ханты-Мансийского района.
Окончил семь классов школы, до начала Великой Отечественной войны работал в Тобольске. Призван 24 ноября 1942 года Тобольским РВК. 
С декабря 1942 года — на Брянском фронте, в дальнейшем воевал на 1-м и 2-м Прибалтийском и 3-м Белорусском фронтах.
В августе 1944 года лёгкий артиллерийский полк, в котором служил А. Ф. Унжаков, занимал оборону в районе деревни Богачи, когда противник начал танковую атаку с целью прорвать фронт. Унжаков проявил выдержку и хладнокровие, и произвёл первый выстрел из орудия, когда немецкий танк «пантера» приблизился на расстояние 400 метров. Точным попаданием снаряда в стык между корпусом и башней танк был уничтожен. Вслед за этим орудие Унжакова уничтожило ещё три танка, заставив противника отступить. В это время прямым попаданием вражеского снаряда орудие было разбито, а весь расчёт выведен из строя. Сам Унжаков был серьёзно ранен, но не покинул огневую позицию, а ползком перебрался к исправному орудию, расчёт которого также был полностью выведен из строя.
После того, как немцы начали следующую атаку, он в одиночку начал вести огонь из орудия. Огонь с позиции, которая считалась подавленной, стала неожиданной для противника и Унжаков подбил ещё два танка и бронемашину. Огнём орудия Унжакова и других артиллеристов атака была сорвана.
Однако группа находившихся на немецких танках десантников в количестве 80 человек атаковала орудие Унжакова, разделившись на две группы и решив обойти позицию орудия с флангов. Унжаков израсходовал последний снаряд, накрыв одну из групп (которая после этого оказалась рассеяна), а затем вступил в бой со второй группой, используя автомат и ручные гранаты. Прибывшие на помощь артиллеристы соседней батареи вынесли ослабевшего от потери крови Унжакова из боя.
24 марта 1945 года указом Президиума Верховного Совета СССР А. Ф. Унжакову было присвоено звание Героя Советского Союза.
После войны А. Ф. Унжаков жил и работал в Омске.
Скончался 9 апреля 1994 года. Похоронен на Аллее Героев Старо-Северного кладбища Омска.

## Награды
- Медаль «Золотая Звезда» Героя Советского Союза[2] (№ 5379);
- орден Ленина[2]
- орден Отечественной войны I степени[2]
- орден Отечественной войны II степени[2]
- медали[2]

## Память
- Бюст Героя установлен в городе Ханты-Мансийске на «Аллее славы» в парке Победы[4].
- В городе Омске имя Героя Алексея Филипповича Унжакова занесено на памятную доску в сквере Победы.
- Именем А. Ф. Унжакова названы две школы: в городе Омске (школа № 132) и Берёзовском районе, Ханты-Мансийского автономного округа.